# Gustaw Herling-Grudziński
Gustaw Herling-Grudziński (IPA: [ˈɡustaf ˈherlink ɡruˈdʑiɲskʲi]) (Kielce, 20 maggio 1919 – Napoli, 4 luglio 2000) è stato uno scrittore, giornalista e saggista polacco.
Considerato oggi uno dei più grandi scrittori polacchi della seconda metà del XX secolo, è noto soprattutto per le memorie dei due anni di internamento in un gulag, Inny świat. Zapiski sowieckie, pubblicato in inglese nel 1951, con il titolo A World Apart: a Memoir of the Gulag e successivamente in italiano con il titolo Un mondo a parte.

## Biografia
Gustaw Herling-Grudziński nacque a Kielce, in Polonia, il 20 maggio del 1919 in un'agiata famiglia ebraica ashkenazita, figlio di Jakub Herling-Grudziński, un mercante, e di Dorota Bryczkowska. Studiò letteratura polacca presso l'Università di Varsavia, fino a quando l'invasione nazista della Polonia non lo costrinse ad interrompere gli studi. Dopo la spartizione della Polonia tra la Germania nazista e l'Unione Sovietica aderì all'organizzazione partigiana Polska Ludowa Akcja Niepodległościowa. Nel marzo del 1940 fu catturato a Leopoli dall'NKVD e venne internato in un gulag nell'oblast' di Arcangelo. Liberato nel 1942, in seguito entrò a far parte del Secondo Corpo polacco del generale Władysław Anders, col quale prese parte alla Battaglia di Montecassino. Nel marzo del 1944, avvicinatosi frattanto alla fede cattolica, decise di farsi battezzare.
Al termine della guerra, impossibilitato a rientrare nella Polonia comunista, si stabilì definitivamente nell'Europa occidentale: dapprima a Roma, poi, nel 1947, a Londra assieme alla moglie, la pittrice Krystyna Domanska (che morí suicida pochi anni più tardi), e, infine, stabilmente a Napoli dal 1955, dove si risposò con Lidia Croce, una delle figlie di Benedetto Croce. Da questo matrimonio ebbe due figli: Andrea Benedetto e Marta. Nel dopoguerra fu tra i fondatori della rivista Kultura, edita in lingua polacca (inizialmente a Roma e poi a Parigi), che si pose come espressione della cultura polacca dissidente in esilio.
La sua produzione letteraria ebbe come tema dominante la denuncia dei crimini commessi dal regime sovietico. Numerosi furono i suoi interventi su varie testate giornalistiche italiane. Herling-Grudziński collaborò a lungo con Tempo presente, rivista culturale fondata da Nicola Chiaromonte e Ignazio Silone. Suoi scritti apparvero anche sul Mondo di Mario Pannunzio e sui quotidiani Corriere della Sera, diretto da Giovanni Spadolini, e il Giornale di Indro Montanelli. Nonostante ciò, tranne l'amicizia con Chiaromonte e Silone, Herling-Grudziński fu trattato come un emarginato dal mondo culturale italiano. Nel 1965, quando la Rizzoli pubblicò Un mondo a parte, il quotidiano Paese Sera ne invocò addirittura l'espulsione dal territorio nazionale.
Morì a Napoli il 4 luglio del 2000. Fu sepolto nella Cappella di Benedetto Croce nel «Quadrato degli uomini illustri». La celebrazione del funerale fu accompagnata  dal canto corale dell'inno nazionale polacco.

### Un mondo a parte
Del periodo di internamento in un gulag, Herling-Grudziński trasse le sue memorie in Inny świat. Zapiski sowieckie. Pubblicato a Londra nel 1951, con il titolo A World Apart: a Memoir of the Gulag e una prefazione affidata a Bertrand Russell, già nel 1953 ne circolò una versione clandestina in polacco, lingua nella quale fu ufficialmente tradotto solo nel 1988, a 35 anni dall'edizione inglese. In Francia non trovò una casa editrice sino al 1985 nonostante per lui si fosse battuto Albert Camus.
La prima edizione italiana, edita da Laterza, risale al 1958 con il titolo Un mondo a parte. La casa editrice, la stessa di Benedetto Croce, lo stampò "controvoglia, quasi per un obbligo, diciamo così, familiare" e scelse di "diffonderne pochissime copie". Nel 1965 il libro fu ripubblicato da Rizzoli nella quasi indifferenza generale.
Nel 1994 la Feltrinelli ripubblicò Un mondo a parte, contribuendo a far uscire Herling dall'oscurità. Nel 1999 presso lo stesso editore uscì Don Ildebrando: Oreste Pivetta su l'Unità e Nello Ajello sulla Repubblica paragonarono lo scrittore polacco rispettivamente a Primo Levi e a Stendhal.

## Premi e riconoscimenti
Nel 1994 ottenne il Premio Viareggio Internazionale.
 
Nel 2003 vinse il Premio Napoli alla memoria.

Il 20 novembre 2012 alla presenza del Presidente della Repubblica Napolitano, e ai suoi omologhi polacco e tedesco, Komorowski e Gauck, è stata scoperta la targa dedicata allo scrittore sulla villa in cui visse a Napoli per quarantacinque anni.

## Opere

### Traduzioni italiane
- Pale di altare, trad. Dario Staffa e Pier Francesco Poli, Milano: Silva, 1956
- La convalescenza, Roma: Associazione italiana per la liberta della cultura, 1957
- Da Gorki a Pasternak. Considerazioni sulla letteratura sovietica, Roma: Opere nuove, 1958
- Un mondo a parte, trad. Gaspare Magi, Bari: Laterza, 1958; Milano: Rizzoli, 1965; Milano: Feltrinelli, 1994, 2003, 2007; Milano: Mondadori, 2017 [con un dossier di testi e documenti e introduzione di Francesco M. Cataluccio] ISBN 978-88-04-68390-2
- Dialogo su Solzhennitsyn con Gustavo Herling, in Nicola Chiaromonte, Silenzio e parole, Milano: Rizzoli, 1978, pp. 225-33
- Due racconti: La torre[14]; Il miracolo, trad. Dario Staffa e Paolo Statuti, con uno scritto di Cristina Campo e nove disegni di Jan Lebenstein, Milano: Scheiwiller, 1990 ISBN 88-7644-141-7
- Diario scritto di notte, trad. Donatella Tozzetti, Milano: Feltrinelli, 1992
- Diario scritto sotto il vulcano. Conversazione con Gustaw Herling, in La città porosa. Conversazioni su Napoli, Napoli: Cronopio, 1992
- L'isola, trad. Donatella Tozzetti, Milano: Mondadori, 1994; Napoli: L'ancora del Mediterraneo, 2003
- Introduzione, in Franz Kafka, Il silenzio delle sirene, a cura di Andreina Lavagetto, Milano: Feltrinelli, 1994
- Gli spettri della rivoluzione e altri saggi, introduzione di Francesco M. Cataluccio, Firenze: Ponte alle Grazie, 1994
- Controluce, con Titti Marrone, postfazione di Sergio Romano, Napoli: Tullio Pironti, 1995
- Ritratto veneziano, trad. Mauro Martini e Donatella Tozzetti, Milano: Feltrinelli, 1995
- Lettera, in Gli anni di Goffredo. Cronologia bibliografica di Goffredo Fofi, a cura di Giuseppe Fonseca, Napoli: Dante & Descartes, 1997
- Le perle di Vermeer trad. Laura Quercioli Mincer e Piero Di Nepi, introduzione di Francesco M. Cataluccio, Roma: Fazi, 1997, 2004
- Testimonianza, in Ignazio Silone, Romanzi e saggi. 1: 1927-1944, a cura di Bruno Falcetto, Milano: Mondadori, 1998
- Villa Tritone. Interludio bellico in Italia, in "La terra delle sirene", n. 16, dicembre 1998, pp. 9-23
- Don Ildebrando e altri racconti, trad. Mauro Martini, introduzione di Francesco M. Cataluccio, Milano: Feltrinelli, 1999
- Ricordare, raccontare. Conversazione su Šalamov, con Piero Sinatti, Napoli: L'ancora del Mediterraneo, 1999
- Variazioni sulle tenebre. Conversazioni sul male, a cura di Édith de la Héronnière, Napoli: L'ancora del Mediterraneo, 2000
- Breve racconto di me stesso, a cura di Marta Herling, Napoli: L'ancora del Mediterraneo, 2001
- Introduzione, in Nikolaj Berdjaev, Gli spiriti della rivoluzione russa, a cura di Mauro Martini, Milano: Bruno Mondadori, 2001
- Tre scritti: Villa Tritone, Guida essenziale della Polonia, La storia d'Europa nel secolo XIX di Benedetto Croce, a cura di Marta Herling, Torino: Annali del Centro Pannunzio, 2001, pp. 35-58
- La mia isola. Conversazione con Wlodzimierz Bolecki, in L'isola, ed. cit., 2003
- Requiem per il campanaro, trad. Vera Verdiani, postfazione di Francesco M. Cataluccio, Napoli: L'ancora del Mediterraneo, 2003
- La notte bianca dell'amore, trad. Vera Verdiani, con una conversazione con Wlodzimierz Bolecki a cura di Marta Herling, Napoli: L'ancora del Mediterraneo, 2004
- Postfazione, in Józef Czapski, La morte indifferente. Proust nel gulag, trad. Milena Zemira Ciccimarra, Napoli: L'ancora del Mediterraneo, 2005
- Il pellegrino delle libertà. Saggi e racconti, a cura di Marta Herling, Napoli: L'ancora del Mediterraneo, 2006
- Pagine sull'Umbria, trad. Marta Herling, a cura di Arnaldo Picuti, Foligno: Orfini Numeister, 2013 [dal Diario scritto di notte]
- Etica e letteratura,(a.c. Krystyna Jaworska, con un saggio introduttivo di Wlodzimierz Bolecki  e una testimonianza di Goffredo Fofi; cronologia redatta da Marta Herling), Milano, Mondadori (collana I Meridiani), ISBN 9788804714200, settembre 2019.
- Il viandante del cimitero [Wędrowiec cmentarny], in La grande malattia dell'Europa, traduzione di Simone Bergalla, Introduzione di Alberto Cavaglion; Sevgi Doǧan, L’Album del dissenso in Turchia, Soveria Mannelli, Rubbettino Editore, 2023, ISBN 978-88-498-7267-5.